# Zeki Pașa
Zeki Paşa sau Zekki Paşa sau Zeki Kolaç sau, Mehmet Zeki Baraz (turcă Halepli Zeki Paşa; 1862-1943), cunoscut sub numele de Zeki Baraz Kolaç Kılıçoğlu după legea numelui din 1934, a fost un mareșal turc care a luptat în Războaiele Balcanice și în Primul Război Mondial în care a condus forțele otomane în Balcani.
A absolvit Academia Militară Otomană în anul 1883 și Școala militară superioară în 1887. În 1894, din postura de comandant al corpului al IV-a al armatei, a fost decorat pentru activitatea sa din timpul masacrului de la Sassoun. În timpul masacrelor a declarat că „negăsind nicio revoltă, am curățat țara în așa fel încât niciuna să nu aibă loc în viitor."
În 1912–1913, el a fost comandant al Armatei Vardarului în timpul Primului Război Balcanic. În urma ordinelor primite de la Nazim Paşa, Șeful statului major al Armatei Otomane, Zeki Paşa a declanșat bătălia de la Kumanovo.
Deoarece nu a amplasat artileria în poziții cheie, forțele de sub comanda sa au avut dificultăți și au fost înfrânte la Kumanovo. În timp ce forțele sale se retrăgeau din Kumanovo, un soldat otoman nemulțumit a încercat să-l asasineze, ceea ce a declanșat o panică. Armata Vardarului, formată din corpul 7 armată turc comandat de Fethi Paşa, corpul 6 comandat de Djavid Paşa și corpul 5 comandat de Kara Said Pasha, toate sub comanda lui Zeki Paşa, s-au retras la Monastir (în prezent: Bitola), după înfrângerea de la Kumanovo.
În timpul bătăliei de la Monastir, artileria și infanteria sârbă au reușit să învingă forțele otomane. Fethi Paşa s-a aflat și el printre victime.
Pe 21 noiembrie 1914, a fost numit ofițer otoman de legătură pe lângă kaiserul Wilhelm al II-lea și a fost trimis în Imperiul German. După armistițiu, s-a întors la Constantinopol și a servit ca șef al statului major, între 23 octombrie 1920 și 1 noiembrie 1922. S-a retras din armată în 1923.